# Modisimus cornutus
Modisimus cornutus är en spindelart som beskrevs av Kraus 1955. Modisimus cornutus ingår i släktet Modisimus och familjen dallerspindlar.
Artens utbredningsområde är Honduras. Inga underarter finns listade i Catalogue of Life.